# Informační archiv ve Swiss Fort Knox
Informační archiv ve Swiss Fort Knox ve Švýcarsku je úložiště digitálních dat, umístěné v bývalé vojenské pevnosti u Saanen nedaleko alpského resortu Gstaad, a má umožnit budoucím generacím číst data, která byla vytvořena a uložena pomocí technologií výpočetní techniky, jež mezitím zastaraly. Obsah archivu byl sestaven evropskými vědci. Účelem je, aby byla uložená data po následujících 25 let bezpečně chráněna před známými možnostmi poškození, včetně jaderného výbuchu a EMP. Projekt vytváření digitálního archivu probíhal 4 roky až do května 2010, účastnilo se ho 16 významných knihoven v Evropě, výzkumných pracovišť, univerzit, technologických společností a archivy.

## Účel archivu
Důvodem pro vytvoření archivu je fakt, že čím rychleji se technologie vyvíjí, tím také rychleji sama stárne. Prakticky to znamená, že i dobře archivovaná a zabezpečená data nebude možno zpětně přečíst, protože budou chybět potřebné prostředky pro jejich čtení a dekódování jejich formátu. Tento projekt se zaměřuje na uchování informací a nástrojů pro přístup a čtení historických digitálních materiálů a zabránění vzniku digitální ztráty paměti do příštího století.
Digitální archiv obsahuje klíče od různých formátů dat, a jeho cílem je umožnit budoucím vědcům dekódování a přístup k datům uložených pomocí starých systémů pro ukládání dat v příštím století. Schrána obsahuje informace o široké škále digitálních formátů používaných v počítačích, různé formáty souborů, dokumentaci, jak číst a zpracovávat uložená data, a to i na jiných operačních systémech, než na kterých byla vytvořena.
Tvůrci projektu uvádějí, že na světě jsou uložena data na více než 1 bilionu CD. Velká část z tohoto uloženého obsahu nebude přístupná pro budoucí technologie, podobně jako je tomu např. u 8- a 5,25palcových disket minulého století. Uvádí se, že množství dat sahajících od fotografiích z dovolených až po klinické studie a zdravotní záznamy, představuje až 100 GB dat na každého žijícího člověka, což je ekvivalent 24 tun knih.
Organizátoři odhadují, že Evropská unie ztrácí každoročně digitální informace v hodnotě přes 3 miliardy eur, protože životnost záznamové technologie je stále kratší. Životnost digitálního formátu souborů je 5–7 let, a zařízení pro ukládání dat, jako jsou CD a DVD, pouze kolem 20 let.
Profesor Andreas Rauber z Technické univerzity ve Vídni uvádí, že digitální data mají trvanlivost pouze roky, na rozdíl od předchozích dat uložených formou inkoustu na papíru nebo hieroglyfy vytesané na kameni. Tyto staré záznamy mohly přetrvat tisíce let. Nebudou-li se nyní vytvářet zálohy prostředků pro čtení starších digitálních formátů, bude ztráta těchto dat představovat miliardy v budoucnosti. Je však těžko předpověditelné, které z digitálních formátů během 25 let zaniknou (PDF/A, JPEG/JPEG 2000JPEG2000, DjVu, Quicktime, MPEG4, .doc/.docx a další).

## Obsah archivu
Schrána s genomem obsahuje:

- Digitální objekty, které jsou ohroženy tím, že se ztratí: digitální fotografie, zprávy (Java), krátký digitální film, webové stránky (HTML) a brožury (formáty JPEG, MOV a PDF).
- Verze z těchto objektů, které byly převedeny na formáty souborů, které jsou vhodnější pro dlouhodobé uchování (např. PDF/A, TIFF).
- Paměťová média, na nichž jsou soubory obsahující tyto objekty umístěny.
- Hardware a software (včetně software operačního systému), potřebný ke čtení média.
- Kopie konverzních nástrojů použitých k vytvoření a zachování verze těchto objektů.
- Popisy souboru objektů, formáty a paměťová média, souborové systémy a kódování.
- Informace o vztahu mezi objekty, podporující technologie a uznávané normy.

## Knihovny
Knihovny zapojené do projektu Planets:
- Britská knihovna (The British Library)
- Nizozemská královská knihovna (The National Library of the Netherlands / Koninklijke Bibliotheek)
- Rakouská národní knihovna (Austrian National Library / Österreichische Nationalbibliothek)
- Dánská královská knihovna (The Royal Library of Denmark / Det Kongelige Bibliotek)
- Státní a univerzitní knihovna v Dánsku (State and University Library, Denmark)
- Nizozemský národní archiv (The National Archives of the Netherlands / Het Nationaal Archief)
- Národní archiv Anglie, Welsu a Spojeného království(The National Archives of England, Wales and the United Kingdom)
- Švýcarský spolkový archiv (Swiss Federal Archives / Schweizerisches Bundesarchiv / Archives fédérales suisses)
- Kolínská univerzita v Německu (University of Cologne / Universität zu Köln)
- Freiburská univerzita v Německu (University of Freiburg / Albert-Ludwigs-Universität Freiburg)
- Humanitní, moderní technologie a ústav pro informace na universitě v Glasgow (Humanities Advanced Technology and Information Institute (HATII) at the University of Glasgow)
- Vídeňská technická univerzita (Vienna University of Technology / Technische Universität Wien)
- Rakouský technologický institut (Austrian Institute of Technology)
- IBM Nizozemsko (IBM Netherlands)
- Výzkum Microsoft (Microsoft Research)
- Tessella Plc